# Église Saint-Nazaire de Migron
L'église Saint-Nazaire est une église catholique située à Migron, en France.

## Localisation
L'église est située dans le département français de la Charente-Maritime, sur la commune de Migron.

## Protection
L'église Saint-Nazaire est classée au titre des monuments historiques en 1907.